# The Incredible Kai Winding Trombones
| Recensione | Giudizio |
| ---------- | -------- |
| Allmusic   | [ 1 ]    |

The Incredible Kai Winding Trombones è un album discografico del musicista jazz statunitense Kai Winding pubblicato nel 1961 dall'etichetta Impulse! Records.

## Descrizione

### Registrazione
L'album fu registrato presso il Rudy Van Gelder Studio di Englewood Cliffs, New Jersey, il 17 novembre 1960 (tracce 6 & 9), 21 novembre 1960 (tracce 1, 4 & 5), 23 novembre 1960 (tracce 2 & 3) e il 13 dicembre 1960 (tracce 7, 8 & 10).

## Tracce
1. Speak Low (Ogden Nash, Kurt Weill) - 4:08
2. Lil Darlin' (Neil Hefti) - 4:07
3. Doodlin' (Horace Silver) - 3:36
4. Love Walked In (George Gershwin, Ira Gershwin) - 2:56
5. Mangos (Dee Libby, Sid Wayne) - 3:46
6. Impulse (Kai Winding) - 3:14
7. Black Coffee (Sonny Burke, Paul Francis Webster) - 4:09
8. Bye Bye Blackbird (Mort Dixon, Ray Henderson) - 4:02
9. Michie (Slow) (Winding) - 3:05
10. Michie (Fast) (Winding) - 3:48

## Formazione
- Kai Winding: trombone
- Jimmy Knepper (tracce 7, 8 & 10), Johnny Messner (tracce 1-5), Ephie Resnick (tracce 6 & 9): trombone
- Paul Faulise, Dick Lieb (tracce7, 8 & 10), Tony Studd (tracce 1-6 & 9): trombone basso
- Bill Evans (tracce 7, 8 & 10), Ross Tompkins (tracce 1-6 & 9): pianoforte
- Ray Starling (tracce 1 & 2): mellofono
- Bob Cranshaw (tracce 1-6 & 9), Ron Carter (tracce 7, 8 & 10): contrabbasso
- Al Beldini (tracce 1-6 & 9), Sticks Evans (tracce 7, 8 & 10): batteria
- Olatunji - conga (tracce 1 & 5)